# Le Pays (Zwitserse krant)
Le Pays was een Franstalig Zwitsers dagblad.
Het dagblad werd opgericht in 1873 in Porrentruy (kanton Jura) door advocaat Ernest Daucourt. In 1993 fusioneerde de krant met Le Démocrate en ging men verder onder de titel Quotidien jurassien. Le Pays, de krant van de katholieken in Jura, verscheen aanvankelijk tweemaal per week. Vanaf 1923 verscheen de krant dagelijks, na de overname van de krant door de coöperatieve vennootschap La Bonne Presse du Jura. In 1971 verscheen de krant in een oplage van 9.000 exemplaren. In 1990 bedroeg de oplage 12.300 exemplaren. De krant kwam op voor de eigenheid van het kanton Jura.